# Sext Cristià
Sext Cristià, en llatí Sextus Christianus, fou un escriptor romà de religió cristiana, del temps de Septimi Sever.
Va escriure una obra que porta el títol de Περὶ ἀναστάσεως, De Resurrectione, que no es conserva. L'esmenten Eusebi de Cesarea (Historia Ecclesiastica V,27), Hieró (De viris illustribus C,50) i Fabricius (Bibliotheca Graeca vol VI, p. 746).